# L118 Light Gun
Die L118 Light Gun ist eine gezogene Feldhaubitze des Kalibers 105 mm aus dem Vereinigten Königreich. Das Geschütz ist luftverlastbar und wird von BAE Systems produziert.

## Entwicklung
Im Jahr 1965 gab die British Army den Auftrag zur Entwicklung einer neuen Feldhaubitze mit Kaliber 105 mm. Das neue Geschütz sollte bei der Royal Artillery die 105-mm-Gebirgshaubitze Modell 56 ersetzen. Gegenüber dem Vorgängermodell sollte das neue Geschütz stabiler und robuster sein sowie über eine größere Schussdistanz verfügen. Entwickelt wurde die L118 vom Royal Armament Research and Development Establishment und von dem Royal Ordnance Factory (heute BAE Systems). Die Tests und die Feldversuche mit den Prototypen fanden zwischen 1971 und 1973 statt. Im Jahr 1974 wurden die ersten Geschütze an die Royal Artillery geliefert. Mit Unterbrechungen wird das Geschütz bis heute produziert und weiterentwickelt.

## Varianten
- L118: 1. Serienversion für die British Army.[1]
- L118A1: Version mit verbessertem Geschützrohr und Detailverbesserungen.[4]
- L119: Version mit verkürztem L20-Geschützrohr und der NATO-M1-Munitionsfamilie für den Export.[5]
- M119: Version der L119 für die Streitkräfte der Vereinigten Staaten.[3]
- L127: Prototyp mit verkürztem L27-Geschützrohr und einer vergrößerten Munitionsauswahl. Das Projekt wurde eingestellt.[4]

## Technik

### Geschütz
Die L118 ist eine einachsige Feldhaubitze mit Kraftzugsystem und einer Kastenholmlafette. Die Lafette ist aus Aluminiumlegierung hergestellt. In Fahrstellung kann das Geschützrohr um 180° über die Holme in Fahrtrichtung geschwenkt werden. Die L118 wiegt je nach Version 1768–1860 kg. Die Länge der L118 beträgt beim Transport 4,87 m und in feuerbereiter Stellung. 7,01 m. Die Höhe des Geschützes (durch das Geschützrohr bedingt) beträgt feuerbereit 1,23 m und beim Transport 2,13 m. Die Breite auf der Fahrbahn liegt bei 1,40 m und die Bodenfreiheit beträgt 500 mm. In feuerbereiten Zustand beträgt die Breite 1,78 m. Zum Straßentransport kann ein Land Rover Forward Control, HMMWV, Steyr-Puch Pinzgauer oder ein leichter Lkw verwendet werden. Die maximal zulässige Zuggeschwindigkeit beträgt über 80 km/h auf der Straße und 40 km/h im Gelände. Für den Lufttransport können Hubschrauber vom Typ AW101 „Merlin“, SA 330 „Puma“ oder UH-60 „Blackhawk“ verwendet werden. Weiter kann die L118 innerhalb weniger als einer Minute in zwei Teile zerlegt werden und so auch mit leichten Hubschraubern transportiert werden.
Das Geschützrohr besteht aus hochfestem Stahl und ist durchgehend autofrettiert. Bei der Rohrwiege sind am Geschützrohr zwei hydropneumatische Rohrbremsen und Rohrvorholer montiert. Daneben befindet sich die Visiereinrichtung von Trilux. Am Rohrende sind der vertikale Keilverschluss sowie die Ladungskammer angebracht. Diese hat bei der Ausführung L118 ein Volumen von 5,3 Liter und bei der L119 ein solches von 2,5 Liter. Die Ausführung L118 verwendet ein Geschützrohr mit 37 Kaliberlängen (L/37) mit 28 Zügen. Bei der Version L119 ist ein Geschützrohr mit 30 Kaliberlängen (L/30) mit 36 Zügen verbaut. Die Rohrlebensdauer liegt je nach Version bei 7000 bis 20.000 Schuss. Neben der fest installierten Visiereinrichtung kann am Geschütz die Feuerleitanlage LINAPS (Laser Inertial Pointing System) von Leonardo S.p.A., eine Messanlage zur Messung der Mündungsgeschwindigkeit, ein Stromerzeugungsaggregat sowie eine Wetterstation angebracht werden.
Um das Geschütz feuer- oder fahrbereit zu machen, benötigt die sechsköpfige Bedienmannschaft knapp eine Minute. Danach kann das Geschütz zur Not auch von drei Mann bedient werden. Beim Schießen sind die Haupträder angehoben und die L118 stützt sich vorn auf eine von der Unterlafette abgesenkte Schießplattform. Am Ende des geschwungenen, starren Holmes ist ein selbsteingrabender Erdsporn angebracht, der die Rückstoßkraft in das Erdreich ableiten. Zusätzlich wird der Rückstoß durch eine Zweikammer-Mündungsbremse gemindert. Der Seitenrichtbereich beträgt je Seite 5,5°. Das Geschütz kann aber innerhalb weniger als einer Minute auf der Schießplattform um 360° gedreht werden. Der Höhenrichtbereich liegt bei −5,5 bis +70°.
Das Geschütz wird von den Kanonieren manuell geladen. Innerhalb einer Minute können maximal 15 Schuss abgefeuert werden. Somit können sechs Geschütze innerhalb einer Minute 90 Geschosse bzw. rund 1,3 Tonnen Munition ins Ziel bringen. Danach können für weitere drei Minuten sechs Schuss pro Minute abgegeben werden. Bei anhaltendem Schießen ist die Schussfolge infolge der thermischen Beanspruchung des Geschützrohres auf drei Schuss pro Minute begrenzt.

### Munition

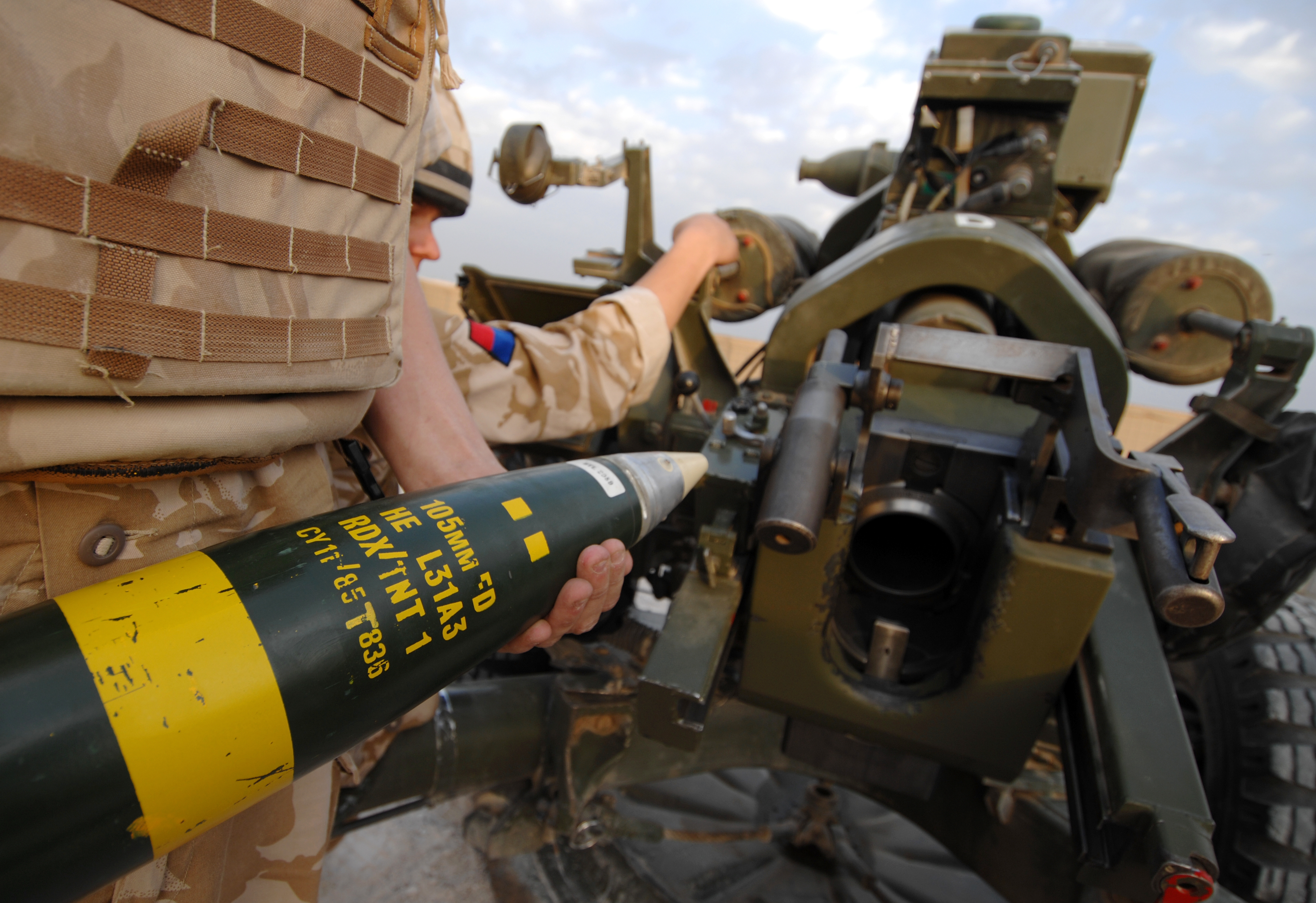
Eine L31-Sprenggranate wird geladen

Die L118 verwendet dieselbe Munition wie die Selbstfahrlafette FV433 Abbot SPG. Zur Anwendung kommt halbgetrennte Munition mit Kartuschen aus Messing. Die Kartuschen werden vor dem Ladevorgang mit verschiedenen Kartuschbeutel (Zonenladungen) bestückt. Für die Ausführung L118 stehen maximal sechs und für die L119 maximal sieben Kartuschbeutel zur Verfügung. Beim Ladevorgang werden die Kartuschen auf das Geschoss aufgesteckt. Der Treibladungsanzünder an der Kartusche wird elektrisch gezündet. Nach der Schussabgabe wird die leere Kartusche ausgeworfen und kann neu beladen werden. Während die Ausführung L118 britische Munition verwendet, kann die Ausführung L119 die gesamte 105 mm-NATO-Munition verschießen.
Die Ausführung L118 verwendet die folgende Munition von BAE Systems:
| Name   | Geschosstyp               | Gewicht   | Füllung                  | Max. Schussdistanz |
| ------ | ------------------------- | --------- | ------------------------ | ------------------ |
| L31    | Sprenggranate             | 16,1 kg   | 2,4 kg RDX/TNT           | 17,2 km            |
| L42    | Quetschkopfgranate (HESH) | 10,5 kg   | 2,1 kg RDX               | unbekannt          |
| L43    | Leuchtgranate             | 15,5 kg   | Magnesium/ Natriumnitrat | 17,2 km            |
| L45    | Rauchgranate              | 15,9 kg   | 2,5 kg Hexachlorethan    | 17,2 km            |
| L50/53 | Sprenggranate             | unbekannt | Insensitiver Sprengstoff | 17,2 km            |
| L52    | Rauchgranate              | unbekannt | Roter Phosphor           | 17,2 km            |

Weiter stehen für die L118 Geschosse zur Zielmarkierung sowie Exerzier- und Übungsgeschosse zur Verfügung. Ebenso ist auf dem internationalen Markt Munition für die L118 und L119-Geschütze erhältlich.

## Kriegseinsätze
Das L118-Geschütz kam im Falklandkrieg, im Zweiten Golfkrieg, im Irakkrieg, im Krieg gegen den Terrorismus in Afghanistan, sowie bei Konflikten auf dem afrikanischen Kontinent zum Einsatz. Das Geschütz wird von der Ukraine im Russisch-Ukrainischen Krieg eingesetzt. Laut dem Oryx-Blog gingen mit Stand Mai 2025 acht Geschütze der Version L119 verloren.

## Nutzerstaaten
- Australien – 111
- Bahrain – 8
- Benin – 12
- Bosnien und Herzegowina – 36
- Botswana – 36
- Brasilien – 58
- Irland – 24
- Jordanien – 15
- Kenia – 58
- Kolumbien – 18
- Malaysia – 9
- Malawi – 12
- Marokko – 36
- Nepal – 8
- Niederlande – 8
- Neuseeland – 24
- Oman – 42
- Portugal – 21
- Spanien – 56
- Schweiz – 2 (nur für Tests)
- Thailand – 24
- Ukraine – 68 (im Rahmen der Auslandshilfen für die Ukraine aus NATO-Beständen geliefert)
- Vereinigte Arabische Emirate – 73
- Vereinigtes Königreich – 180
- Vereinigte Staaten – 702

Daten aus